# Edyta Łukaszewska
Edyta Łukaszewska (ur. 19 maja 1972 w Szczytnie) – polska aktorka.
W 1997 r. ukończyła studia w Akademii Teatralnej im. Zelwerowicza w  Warszawie.

## Filmografia
- 1996: Dom – studentka (odc. 13)
- 1997: Musisz żyć – Yopi
- 1998: Małżowina – koleżanka M.
- 1998: O dwóch takich, co nic nie ukradli – Beata
- 1999: Policjanci – Mariola Drabik (odc. 3)
- 2001–2002: M jak miłość – aptekarka (odc. 43), blondynka w wypożyczalni kaset wideo (odc. 94)
- 2001: Marszałek Piłsudski (odc. 1)
- 2002-2003: Kasia i Tomek – Ania
- 2003–2010: Na Wspólnej – Helena Kulawik
- 2003: Pogoda na jutro
- 2004: Tulipany
- 2006: Mrok – Jola Gajda (odc. 2)
- 2008: Wydział zabójstw – Anita Szewczyk (odc. 12)
- 2013: Prawo Agaty – Irena Popławska, właścicielka agencji niań (odc. 29)
- 2018: Ucho Prezesa – Julia Przyłębska
- 2018: Na sygnale – Kamila

## Nagrody i spektakle
- 1990 – I Nagroda na Festiwalu Piosenki „Zaduszki” w Teatrze Nowym w Poznaniu
- 1991 – Wyróżnienie na Festiwalu Recitali w Siedlcach
- 1996 – rola pokojówki w Teatrze TV Pigmalion George Bernard Shaw
- 1997 – rola Antygony w Dyplomie „Antygona” H. Kajzera, reż. B. Suchocka
Główna Nagroda za dyplom „Antygona” na Międzynarodowym Festiwalu Szkół Teatralnych w Brnie
- 1998 – spektakl muzyczny „Pieśń Chaotyczna” reż. W. Kościelniak w Teatrze we Wrocławiu
- 1998 – III nagroda na Festiwalu Piosenki Aktorskiej we Wrocławiu
Nagroda ZAiKS-u za najlepszą interpretację piosenki polskiej
Nagroda ZASP-u za warsztat aktorski i osobowość sceniczną
Nagroda Gazety Wyborczej
- 1998 – rola Grety w spektaklu Przemiana Franza Kafki w reż. Z. Brzozy w Teatrze Polskim we Wrocławiu
- 1999 – główna rola kobieca w spektaklu „Skórzana maska” H. Krausser
w reż. D. Gajewskiego w Teatrze Dramatycznym w Warszawie
- 2000 – Rola Soni w „Snach” reż. E. Korina na podstawie „Zbrodni i kary” F. Dostojewskiego w Teatrze Nowym w Poznaniu
- 2002 – Rola Jewdochy w spektaklu „Sędziowie” St. Wyspiańskiego w reż. K. Babickiego w Teatrze Nowym w Poznaniu
- 2002 – rola dziewczyny / policjantki / kochanki w spektaklu „Krew” S. Belbel w reż. Grażyny Kani w Teatrze Polskim w Poznaniu
- 2003 – rola Brooke Aston / Vicki w „Czego nie widaś” M. Frayn w reż. E. Korina w Teatrze Nowym w Poznaniu
- 2004 – „Pańpremiera” Spektakl Muzyczny reż. Jerzy Satanowski
„Opera Kozła” (na podst. „Czyż nie dobija się koni” Horacego Macoya) reż. Janusz Wiśniewski w Teatrze Nowym w Poznaniu
- 2005 – główna rola kobieca w spektaklu Janusza Wiśniewskiego Faust na podst. Goethego. Nagroda Harry Engels na festiwalu w Edynburgu.
- 2005 rola Nancy i Sharon ,"Zagraj to jeszcze raz Sam” Woody Allen,              reż. Eugeniusz Korin, Teatr Nowy w Poznaniu
- 2006 rola Christine, „Przyjęcie dla głupca” Francis Weber, reż. Tadeusz Bradecki, Teatr Nowy w Poznaniu
- 2007 rola Grabarza,“Hamlet” William Shakespeare reż. Waldemar Śmigasiewicz,Teatr Nowy w Poznaniu
- 2008 rola Mary,“Pamięć  wody”, Shelagh Stephenson reż. Łukasz Wiśniewski,Teatr Nowy w Poznaniu
- 2009 rola Kate,“Namiętność”, Peter Nichols, reż. Krystyna Janda,Teatr Nowy w Poznaniu
- 2011 gł. rola Dyrektorki,"Tiramisu” Joanna Owsianko, reż. Aldona Figura, Teatr na Woli w Warszawie
- 2011 rola Lizy, ”Jak obsługiwałem angielskiego Króla” B.Hrabal reż. Piotr Cieslak ,Teatr Nowy w Poznaniu
- 2011 gł.rola Popielatej Blondynki, „Turyści” M.Dahlstrom reż. Lena Frankiewicz, Teatr Nowy w Poznaniu
- 2012 rola Krystyny Belinde, „Dom Lalki” reż. Michał Siegoczyński Teatr Nowy w Poznaniu
- 2013 'Jeżyce Story' : 'Buntownicy', 'Lokatorzy' i „Miasto Kobiet” reż:  Marcin Wierzchowski, dramaturg: Roman Pawłowski – Teatr Nowy w Poznaniu
- 2013 'Dom Bernardy Alba' Federico Garcia Lorca, reż:  Magdalena Miklasz -rola Angustias Teatr Nowy w Poznaniu
- 2013 'Miasto Kobiet' reż. Marcin Wierzchowski, dramaturg: Roman Pawłowski 4 odcinek Jeżyce Story rola : Prowadząca i Lucyna Marzec
- 2013 „Mr Barańczak” reż. Jurek Satanowski
- 2014 „Kochanie zabiłam nasze koty" Doroty Masłowskiej, rola Syrena reż. Cezary Studniak
- 2015 „Mokradełko”  Katarzyna Surmiak- Domańska, reż : Mikołaj Grabowskirola- Halszka Opfer
- 2016 Monodram „ Porno” Andreas Visky rola Porno reż: Cezi Studniak
- 2017 „Będzie Pani zadowolona, czyli rzecz o ostatnim weselu we wsi Kamyk” tekst i reżyseria Agata Duda- Gracz rola Jusia zwana Ścierwą
- 2017 ”Iwona księżniczka Burgunda” Witold Gombrowicz reż. Magdalena Miklasz
- 2017 Nagroda za najlepszą rolę kobiecą na Międzynarodowym Festiwalu Teatralnym „ Boska Komedia „w Krakowie za rolę Jusia zwana Ścierwą w spektaklu Agaty Dudy- Gracz „Będzie Pani zadowolona , czyli rzecz o ostatnim weselu we wsi Kamyk „